# Gastropholis tropidopholis
Gastropholis tropidopholis es una especie de lagarto del género Gastropholis, familia Lacertidae, orden Squamata. Fue descrita científicamente por Boulenger en 1916.
La especie se mantiene activa durante los meses de enero, marzo, abril, mayo, junio, agosto, septiembre, octubre y diciembre.

## Distribución
Se distribuye por República Democrática del Congo.